# Ernst Endl
Ernst Gustav Endl (Linz, 25 dicembre 1929 – 13 maggio 2000) è stato un pallanuotista austriaco.
È stato un membro dell'Austria, che ha disputato il torneo di pallanuoto ai Giochi di Helsinki 1952.